# Ciclo vitale aplonte

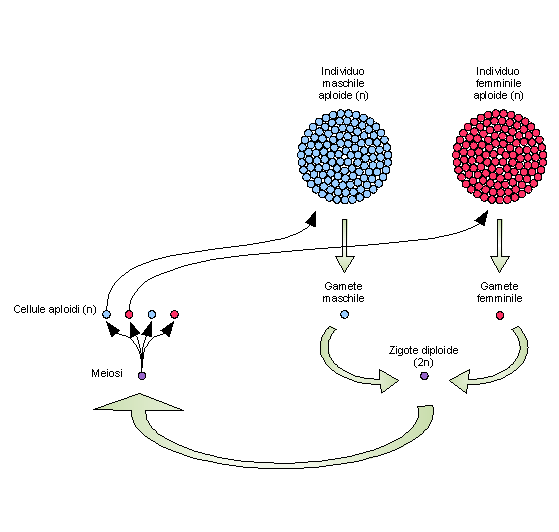
Schema di ciclo vitale aplonte.

Il ciclo vitale aplonte (o a meiosi zigotica) è tipico di molti organismi unicellulari o a basso livello di organizzazione come la maggior parte dei funghi, i protisti, e si trova anche in alcune alghe verdi (Chlorophyta). 
L'unica fase diploide del ciclo è rappresentata dallo zigote. La gamia, con la conseguente formazione dello zigote, è immediatamente seguita dalla meiosi che produce delle meiospore. Ognuna di queste può accrescersi fino a formare un individuo le cui cellule avranno un corredo cromosomico "n" (aploide).
Lo zigote origina dall'unione di due cellule riproduttive aploidi, i gameti. La meiosi dello zigote porta alla formazione di quattro cellule aploidi definite meiospore.
In condizioni ambientali sfavorevoli le meiospore restano quiescenti. Il miglioramento delle condizioni ambientali invece, porta alla germinazione delle sopracitate meiospore che, in seguito a ripetute mitosi, completeranno lo sviluppo di un individuo del tutto formato e indipendente, detto gametofito. Il gametofito è, a sua volta, caratterizzato da un patrimonio genetico aploide.
Questo ciclo infine, si chiude con la riproduzione. L'individuo aploide, al momento della riproduzione, produrrà cellule generative (gameti), dall'unione delle quali si otterrà un nuovo zigote "2n".